# 가필드 더 무비
"가필드 더 무비"(영어: The Garfield Movie)는 2024년 개봉한 미국의 코미디 애니메이션 영화이다. 마크 딘달이 감독을 맡았으며, 짐 데이비스의 캐릭터 가필드를 주인공으로 한 작품이다. 배우 크리스 프랫이 가필드의 목소리를 맡았다.

## 출연

### 주연
- 크리스 프랫 / 이장우 : 가필드 역 (목소리)
- 사무엘 L. 잭슨 / 이장원 : 빅 역 (목소리)
- 니콜라스 홀트 / 김혜성 : 존 아버클 역 (목소리)

### 조연
- 해나 워딩엄 : 징크스 역 (목소리)
- 빙 레임스 : 오토 역 (목소리)
- 세실리 스트롱 : 마지 역 (목소리)
- 하비 길렌 : 오디 역 (목소리)
- 브렛 골드스타인 : 롤란드 역 (목소리)
- 보언 양 : 놀런 역 (목소리)
- 스눕 독 : 스눕 캣 역 (목소리)
- 데브 조시 : 리즈 역 (목소리)
- 자넬 제임스 : 올리비아 역 (목소리)